# Heinkel HeS 011
El Heinkel HeS 011 (el prefix és un abreujament de Heinkel Strahltriebwerk,: motor de reacció Heinkel), també anomenat  Heinkel-Hirth 109-011 , va ser un avançat turborreactor fabricat durant la Segona Guerra Mundial. Creat per Heinkel-Hirth, presentava una nova configuració de compressors, combinant un compressor axial de tres etapes amb una etapa "diagonal" similar a un compressor centrífug, juntament amb un impulsor de baixa compressió en l'admissió per suavitzar el flux d'aire. Molts altres avions de reacció alemanys dissenyats en els departaments d'enginyeria de la indústria aeronàutica del Tercer Reich a la fi de la guerra van ser basats en l'HeS 011, però el motor encara no estava preparat quan va finalitzar la guerra a Europa (8 de maig de 1945).

## Història
A principis de 1936, Junkers va començar el desenvolupament d'un motor jet sota la direcció de Wagner i Müller, qui treballaven en un disseny de compressor axial. Per 1940 havien avançat i encara que disposaven d'un semi-prototip, no podia funcionar de forma autònoma i requeria aire comprimit extern.
Hans Mauch, encarregat del desenvolupament del motor pel RLM, va decidir que tots els desenvolupaments de motors havien de basar-se en motors ja existents. Així Junkers va comprar la companyia Jumo, aplicant un equip de produccions allí.
Müller i més de la meitat de l'equip Junkers va renunciar, amb gran felicitat de Ernst Heinkel, qui va començar el desenvolupament on l'havia deixat Hans von Ohain el 1937. Els dos equips treballaven en paral·lel: von Ohain amb el HeS 8 (o 109-001), i l'equip de Junkers amb el Heinkel HeS 30 (109-006). No obstant això, Helmut Schelp, qui havia estat retirat per Mauch, sentia que el BMW 003 i el Junkers Jumo 004 podrien entrar en producció abans que els projectes Heinkel arribessin a ser operatius.
A partir d'aquest motor s'aconseguiria el Heinkel-Hirth HeS 021 de turbohèlice.

## Especificacions
Característiques generals
- Tipus : Turboreactor.
- Longitud : 3,45 m.
- Diàmetre : 875 mm.
- Pes en sec : 950 kg.

Components
- Compressor : Compressor diagonal.
- Cambres de combustió : 16.
- Turbina : Axial de tres etapes.

Rendiment
- Empenta màxima : 13 kN a 10.000 rpm.